# Liste des musées de l'Ariège
La liste des musées de l'Ariège présente les musées du département français de l'Ariège.

## Aigues-Vives
- Écomusée de l'agriculture : expose du matériel ancien.

## Alzen
- Écomusée d'Alzen : l'écomusée est une ferme d’élevage de races locales (vaches castas, brebis castillonnaises ou tarasconnaises, porcs gascons)[1].

## Auzat
- Maison des patrimoines

## Capoulet-et-Junac
- Musée Paul-Voivenel[2].

## Carla-Bayle
- Musée Pierre-Bayle : Créé en 1989 dans la maison natale du philosophe, il retrace la vie et les œuvres de Pierre Bayle ainsi que l'histoire du protestantisme aux XVIIe et XVIIIe siècles.

## Ercé
- Exposition sur les montreurs d'ours de la vallée du Garbet.

## Foix
- Château de Foix (Label Musée de France)[3].
- Musée de la chasse et de la nature.

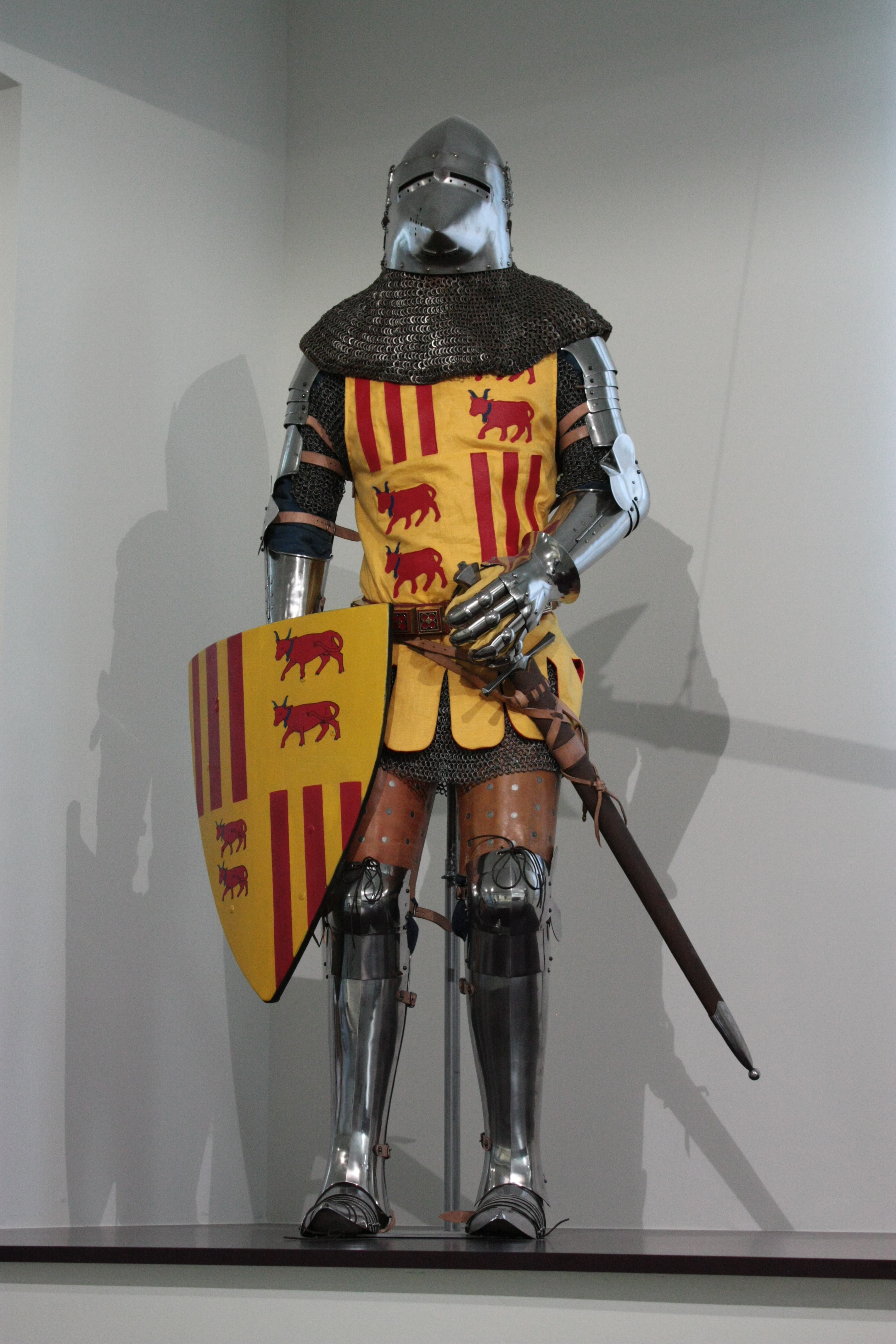
Armure au musée du château de Foix.
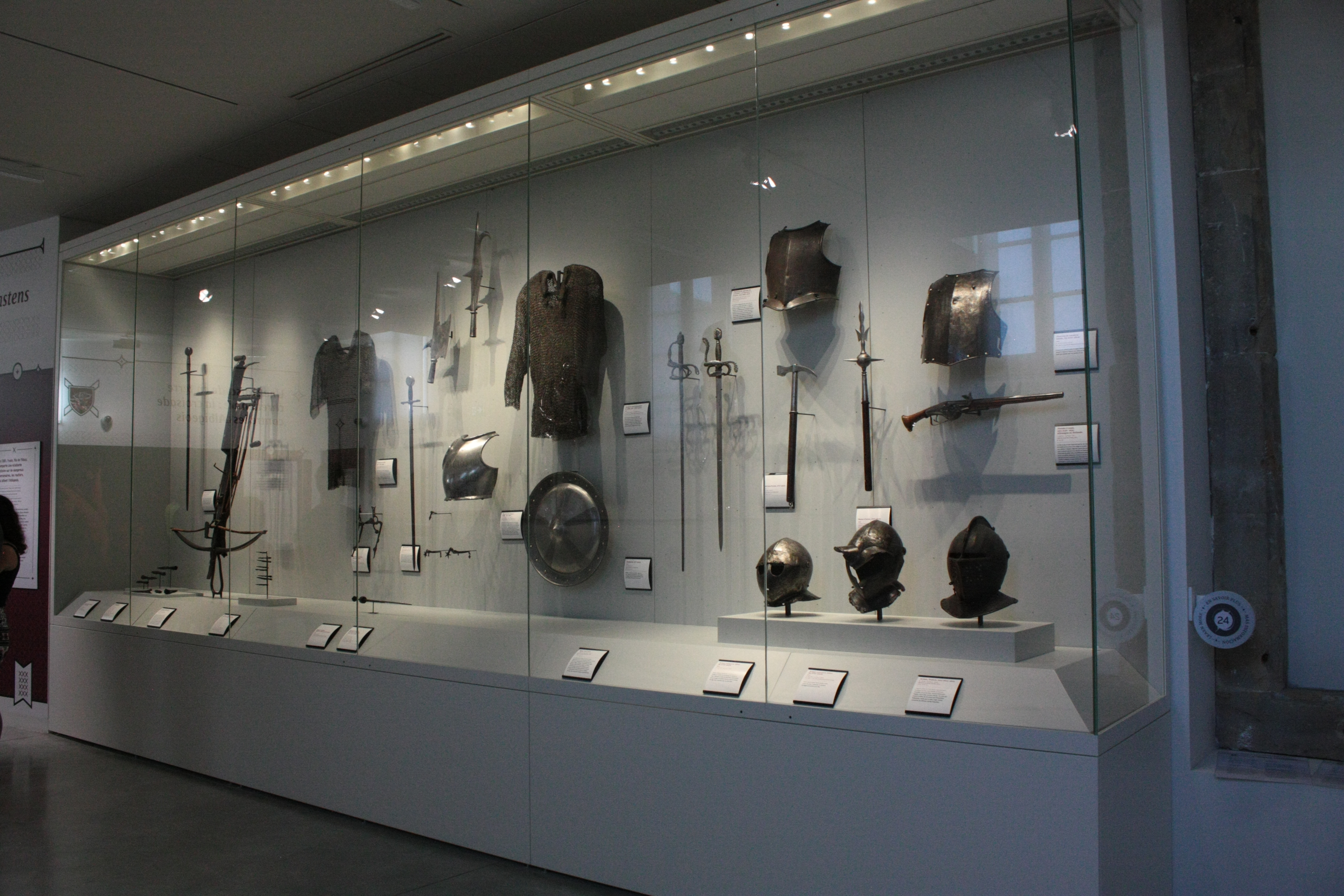
Armes au musée du château de Foix.

## Lavelanet
- Musée du textile et du peigne en corne de Lavelanet (Label Musée de France) : Créé en 1986, il présente les deux activités industrielles principales du Pays d'Olmes : la fabrication du tissu de laine cardée et du peigne en corne[4].

## Lorp-Sentaraille
- Musée Aristide-Bergès : Installé dans la maison natale d'Aristide Bergès et une ancienne usine à papier, il présente toute la ligne de fabrication contemporaine du papier[5].

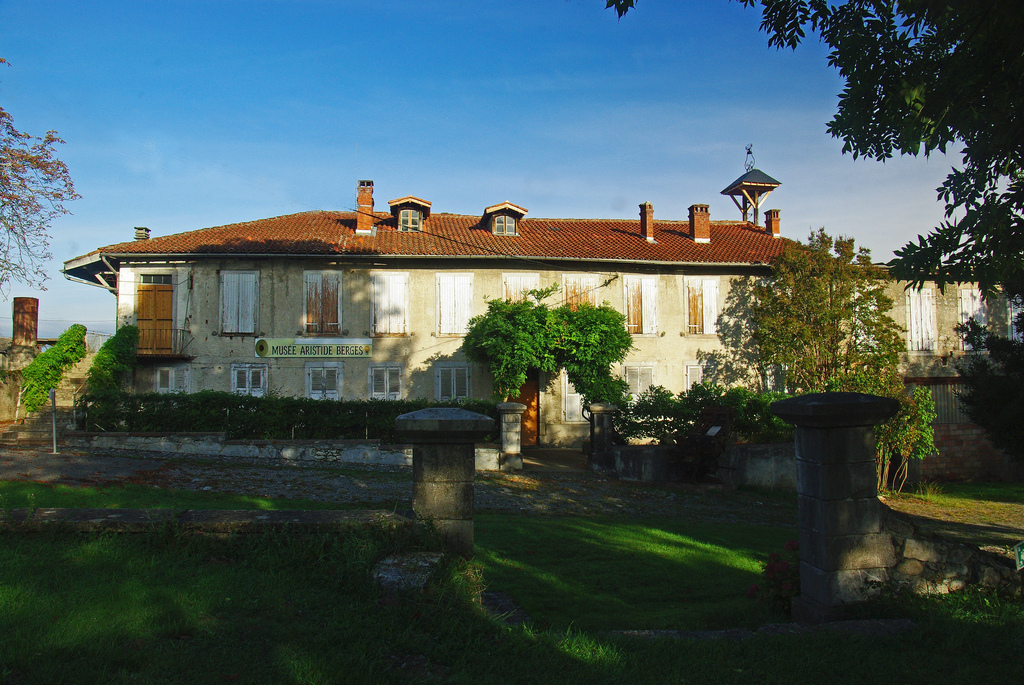
Musée Aristide-Bergès (Lorp-Sentaraille).
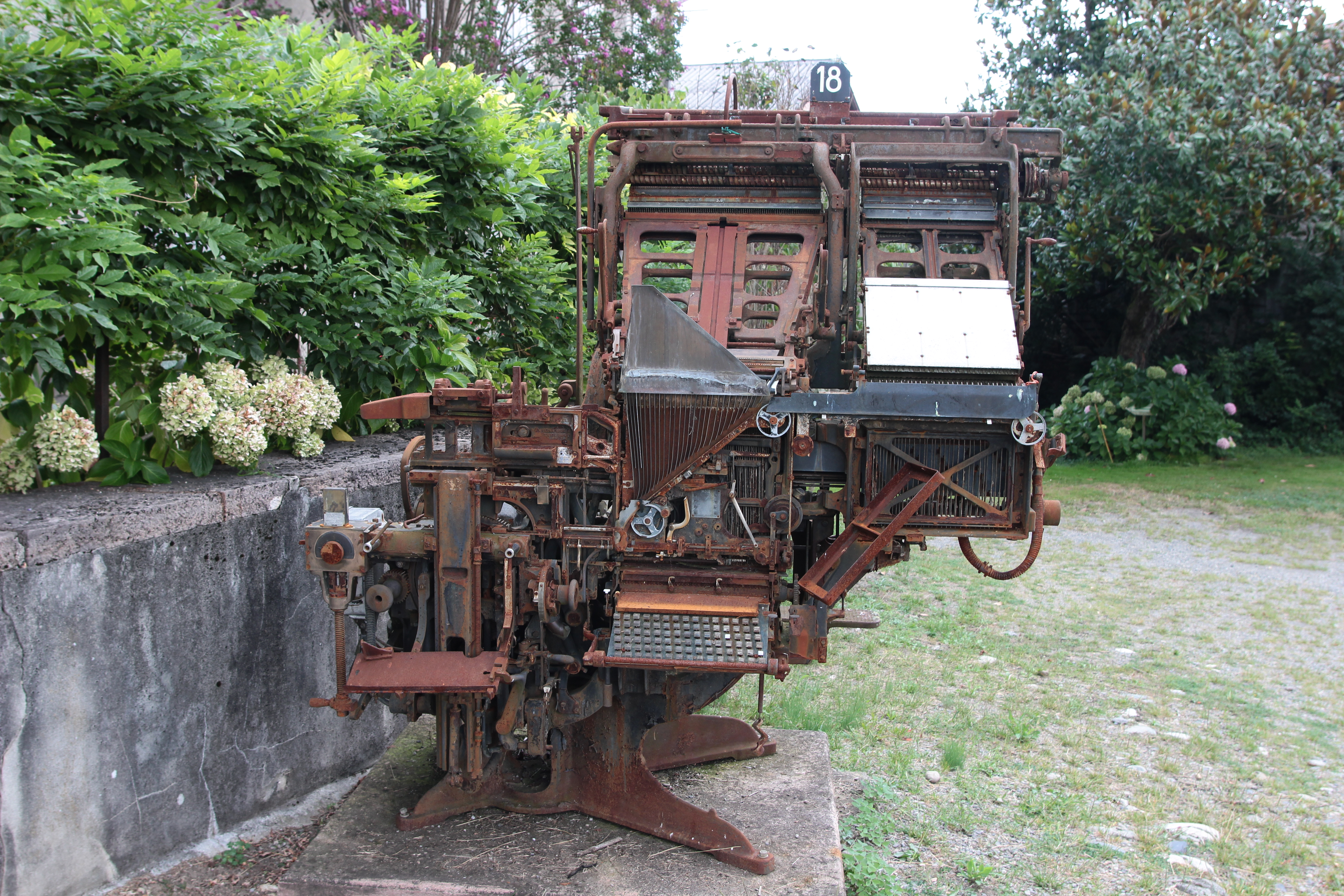
Musée Aristide-Bergès.

## Le Mas-d'Azil
- Musée de l'Affabuloscope : musée consacré à l’œuvre du sculpteur Claudius de Cap Blanc.
- Musée de préhistoire du Mas-d'Azil (Label Musée de France).

Propulseur Faon aux oiseaux (Le Mas-d'Azil)

## Mazères
- Musée d'Ardouin : installé dans l'hôtel d'Ardouin, bâtiment construit en 1580, il expose le résultat des fouilles de la nécropole de l'époque des Wisigoths puis des Francs (Ve – VIIIe siècle) ainsi que des objets néolithiques et des chapiteaux provenant de la première abbaye de Boulbonne (XIIIe – XIVe siècles)[6].

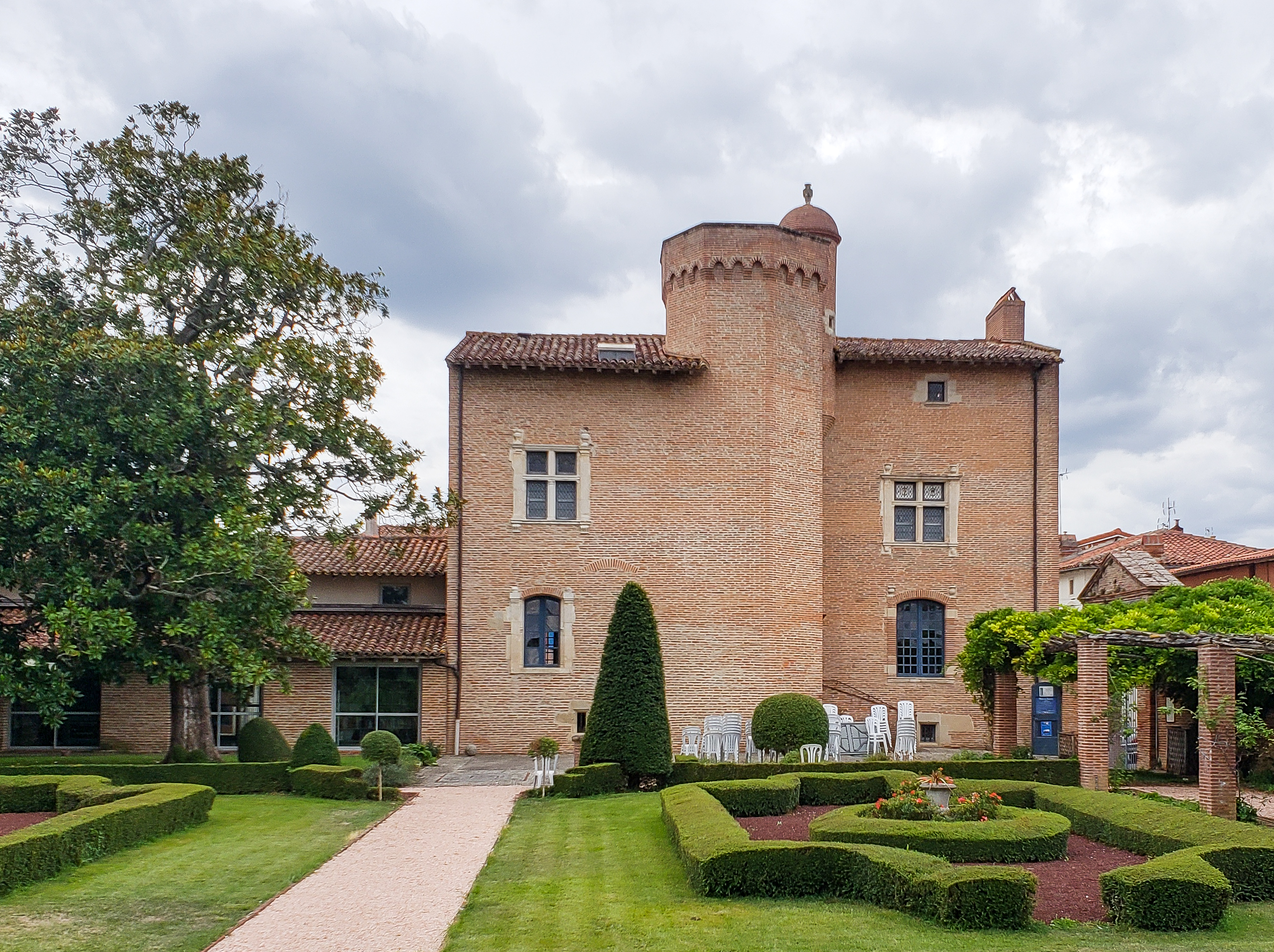
L'hôtel d'Ardouin et le jardin Renaissance.

## Montaillou
Le centre historique Jean Duvernoy, ouvert en 2021, est consacré à l'histoire du village de Montaillou au Moyen Âge, inspiré par le célèbre ouvrage Montaillou, village occitan de 1294 à 1324 de l'historien Emmanuel Le Roy Ladurie publié en 1975.

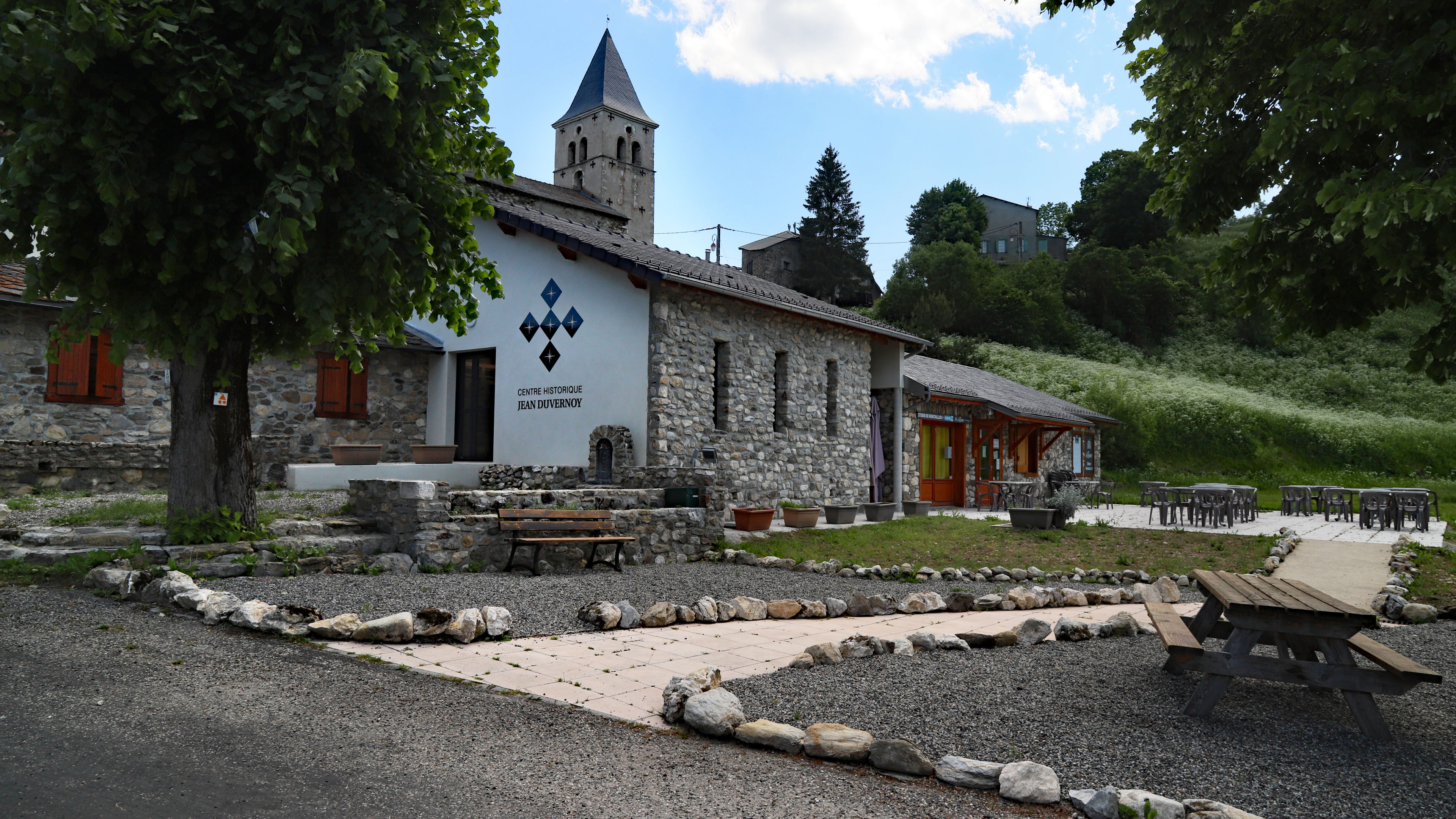

## Montégut-Plantaurel
- Musée des Enfants du Château de la Hille : Lieu de mémoire inauguré en 2007 rappelant les enfants juifs réfugiés à Montégut-Plantaurel de 1941 à 1945 pour échapper aux nazis[8].

## Montgailhard
- Les forges de Pyrène : présente les métiers et la fabrication des outils d'autrefois[9].

## Montségur
- Musée historique et archéologique : installé dans la mairie du village[10].

## Niaux
- Musée pyrénéen de Niaux : musée d'ethnologie, arts et traditions populaires fondé en 1982.

## Orlu
- Observatoire de la montagne : espace muséographique sur la montagne.

## Rouze
- Maison du patrimoine au château d'Usson : présente les objets archéologiques issus des fouilles du château[11].

## Saint-Girons
- La maison du chemin de la liberté (ancienne gare) : présente des événements liés à la Seconde Guerre mondiale et notamment les évasions de France par la chaîne des Pyrénées[12].

## Saint-Lizier
- Palais des Évêques de Saint-Lizier (Label Musée de France)[13].
- Pharmacie de l'Hôtel-Dieu : Pharmacie du XVIIIe siècle.

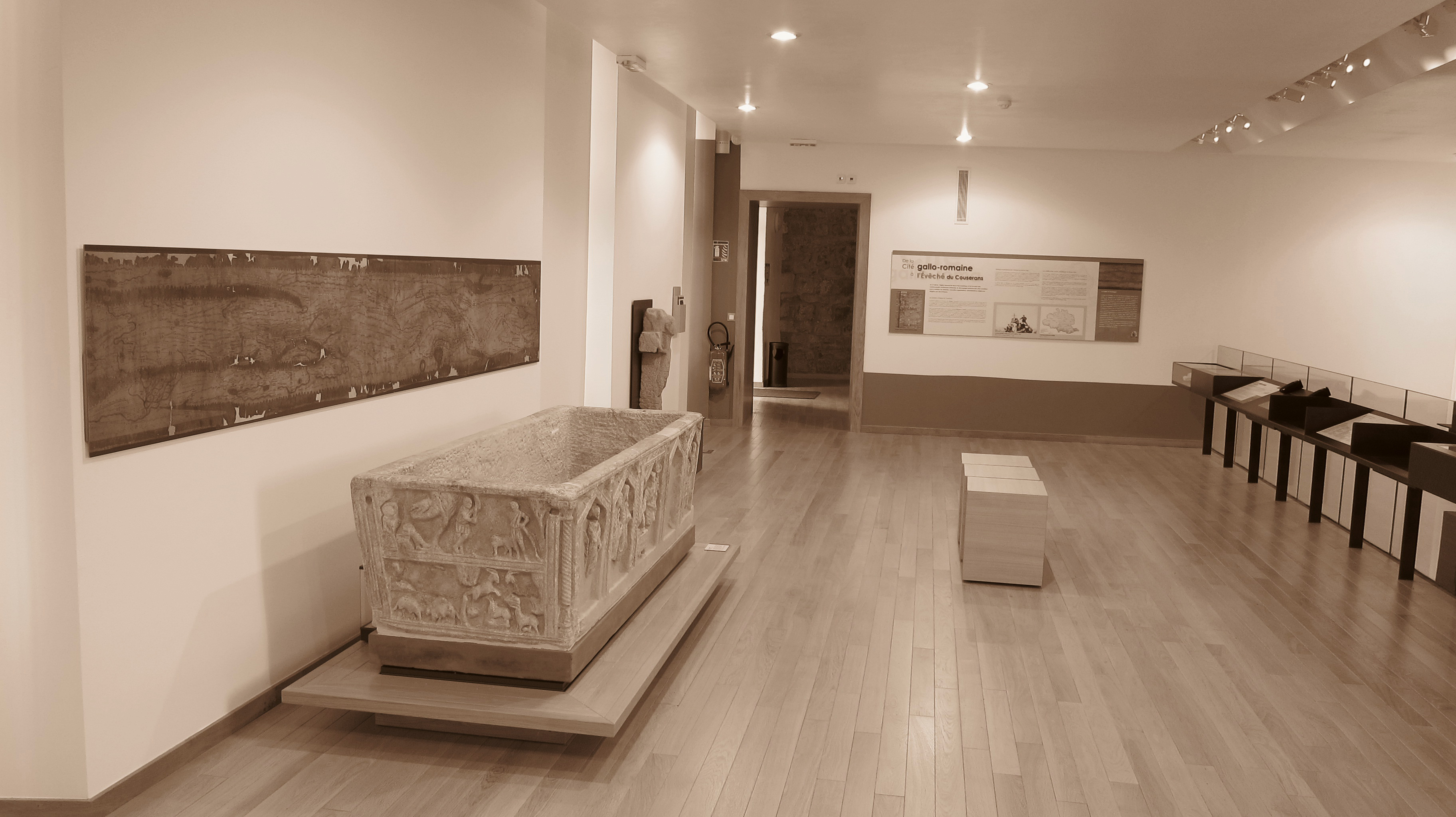
Salle d'exposition au Palais des Évêques (Saint-Lizier).
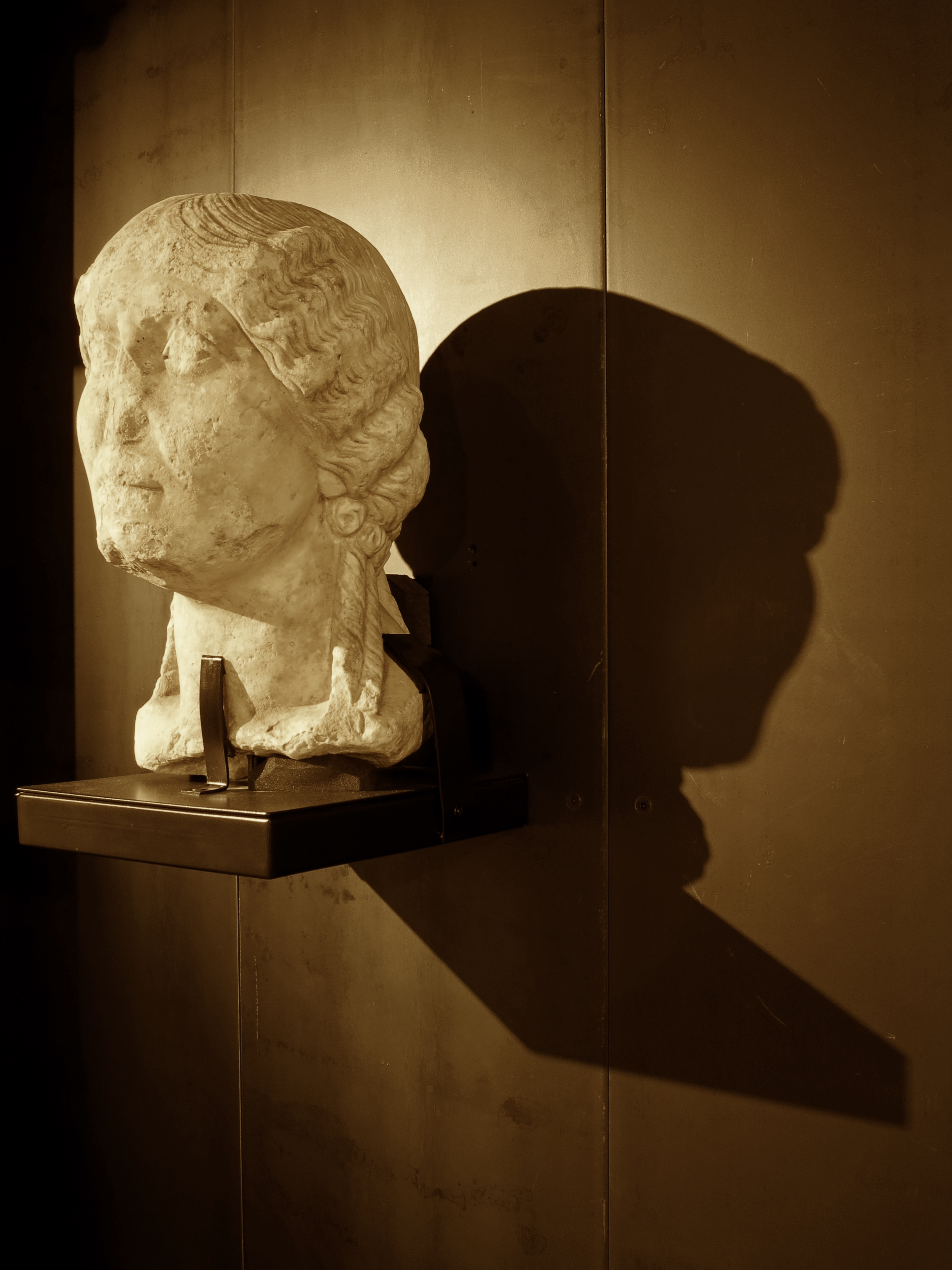
Tête de femme au Palais des Évêques.
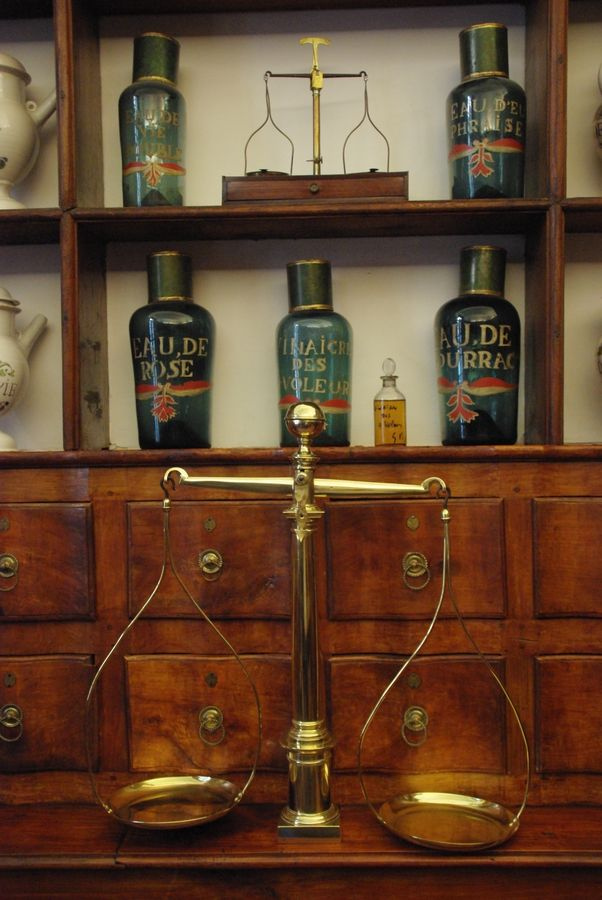
Pharmacie de l'Hôtel-Dieu.

## Sainte-Croix-Volvestre
- Musée des arts et traditions populaires : musée présentant la vie rurale locale de la fin du XIXe siècle[14].

## Seix
- Musée Lagorre : Par l'association "la Galerie du Valier", ce lieu rend hommage au peintre seixois René Gaston-Lagorre (1913-2004), dans la maison rose en bordure du Salat[15].

## Sinsat
- Moulin de Sinsat : ancien moulin farinier à eau du XVIIe siècle, rénové par la commune en 1996, il présente un musée artisanal.

## Soueix-Rogalle
- Musée des Colporteurs : ancienne boutique créée en 1824 et conservée en l'état avec du stock; elle servait de grossiste pour de nombreux colporteurs du Couserans[16].

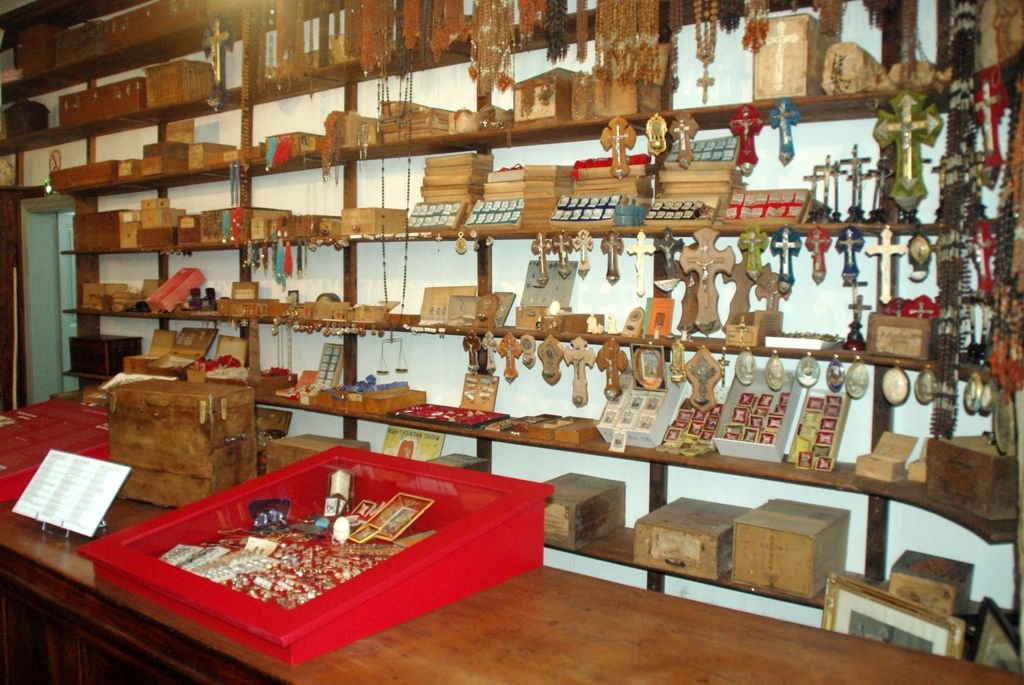
Le musée et son stock préservé

## Tarascon-sur-Ariège
- Parc pyrénéen de l'art préhistorique : parc-musée consacré à la Préhistoire dans les Pyrénées.

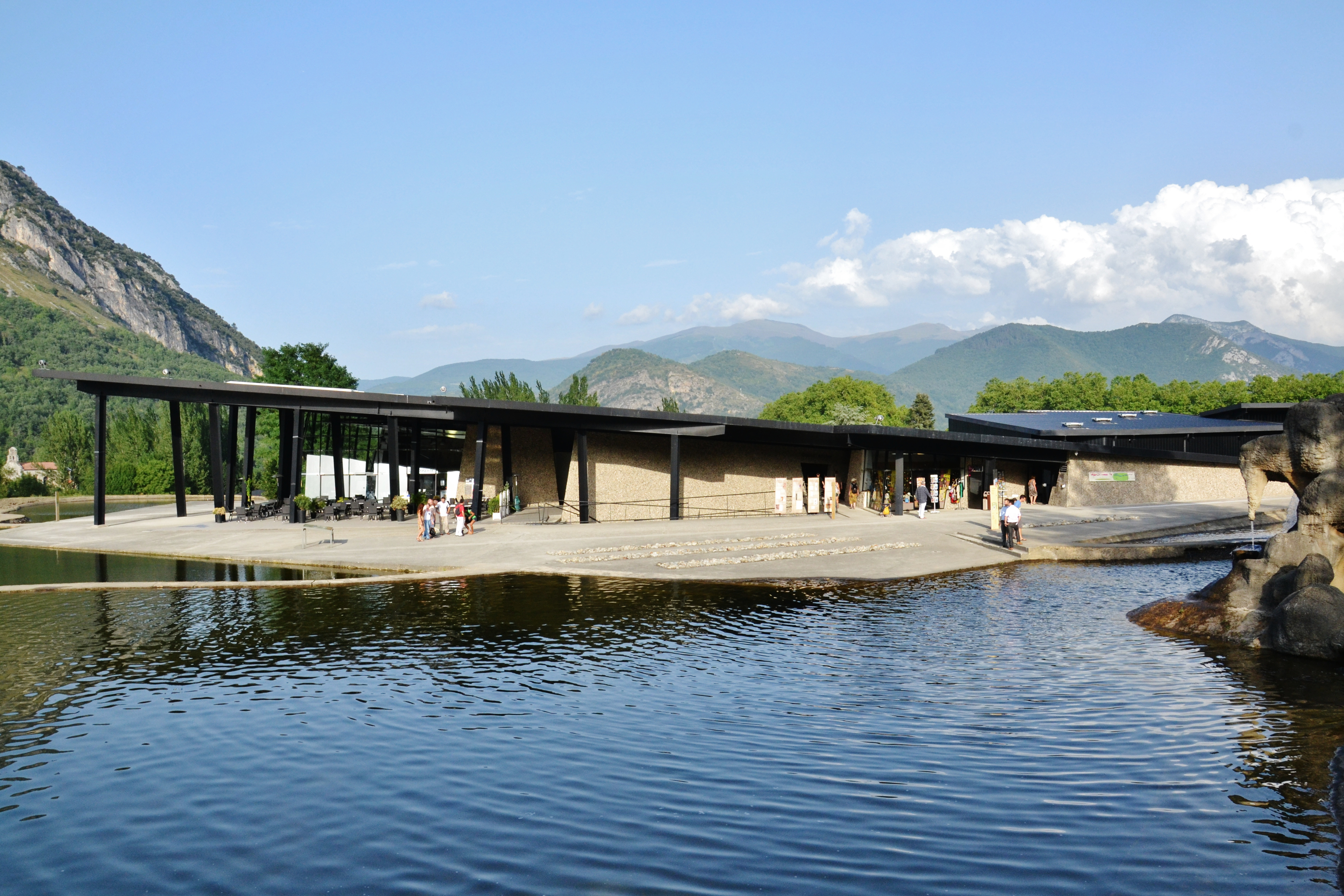
Parc pyrénéen (Tarascon-sur-Ariège).

## Varilhes
- Musée ariégeois de la déportation et de l'internement[17].

## Le Vernet
- Camp du Vernet : camp d'internement français créé en 1939 et fermé en 1944, devenu un lieu de mémoire.

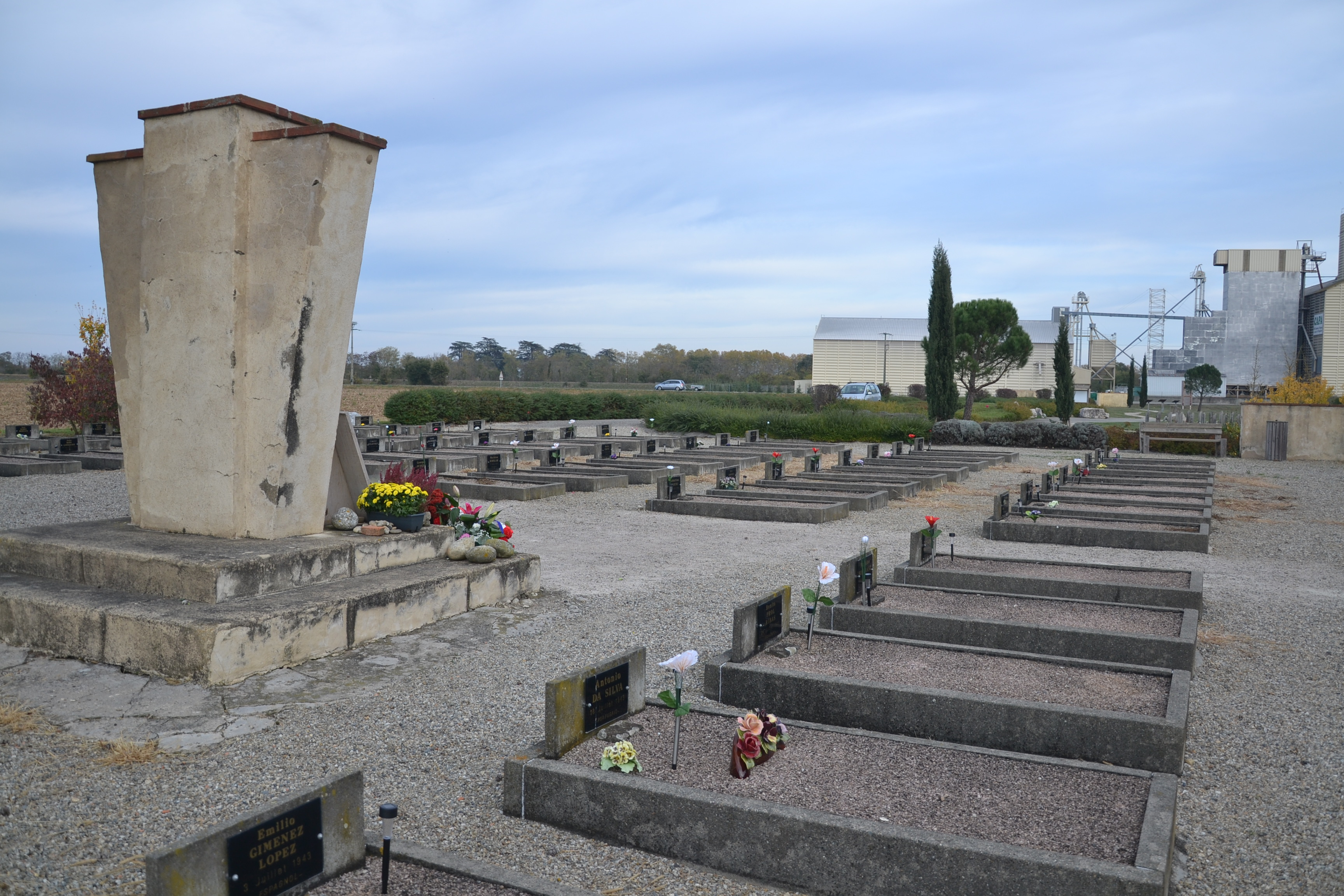
Mémorial et cimetière du Vernet-d'Ariège (Le Vernet).